# Armégrupp

Natosymbolen för en armégrupp, de fem kryssen ovanför rektangeln anger att det är en armégrupp. Den blåa färgen anger att det är egna eller allierade styrkor.

En armégrupp är en militär organisation med övergripande ansvar för de militära operationerna på ett mycket stort frontavsnitt, eventuellt en hel front. En armégrupp består följaktligen, och som namnet antyder, i de flesta fall av flera arméer.

## Andra världskriget
Under större delen av andra världskriget var till exempel den tyska krigsmakten på östfronten indelad i tre armégrupper, Nord, Mitten och Syd.

## Nato
På Natos centralfront i Europa under kalla kriget, i huvudsak den inomtyska gränsen, skulle i händelse av krig med Warszawapakten, de arméstridskrafter som Nato förfogade över delas in i två armégrupper. Dessa var den norra (NORTHAG) och den centrala (CENTAG). De bestod av vardera fyra nationella armékårer från Belgien, Nederländerna, Storbritannien, Tyskland (3 st) och USA (2 st) och skulle alltså enligt andra världskrigets terminologi snarare kallats en armé, än en armégrupp.
Armégrupperna lades ner 1993 som en del av Natos omorganisation efter kalla krigets slut, kallad "New Strategic Concept". Stora reduceringar av de konventionella stridskrafterna i Europa planerades och armégruppsstaberna blev överflödiga.